# Église protestante de Bruxelles-Botanique
L'Église protestante de Bruxelles-Botanique est une communauté chrétienne protestante, membre de l'Église protestante unie de Belgique, dont le lieu de culte est situé au 40 boulevard Bischoffsheim, au cœur de la ville de Bruxelles. Cet endroit s'appelait temple de l'Observatoire, jusqu'à sa reconstruction en 1977.

## Histoire
L'origine de la communauté remonte au temple de l'Observatoire, une Église chrétienne protestante fondée à Bruxelles en 1834 par un groupe de Chrétiens qui avait quitté l'Église protestante de Bruxelles (Chapelle royale). Elle appelle le missionnaire méthodiste français, Philippe Boucher (1811-1885), pour servir de pasteur, préférant une prédication « évangélique et pieuse » au ministère « rationaliste et académique », protestant libéral du pasteur Chrétien-Henri Vent. L'Église se réunit dans des locaux loués sur la rue Verte (actuelle rue de Brederode), en face de la grille du palais royal de Bruxelles.
En 1837, ils font élever leur propre lieu de culte avec l'aide du financement de communautés des États-Unis. Il est situé sur le boulevard de l'Observatoire (aujourd'hui boulevard Bisschoffsheim), dans la continuité du boulevard du Jardin botanique. Il est alors à proximité du premier observatoire royal de Bruxelles, dont il adopte le nom. Le temple de l'Observatoire est à l'époque le deuxième lieu de culte construit spécifiquement pour le culte protestant à Bruxelles et le premier bâtiment de style néo-gothique construit en Belgique. Il reste longtemps le plus vieux bâtiment du boulevard Bisschoffsheim. Le second pasteur est le prédicateur suisse Léonard Anet, qui sert de 1843 à 1860.

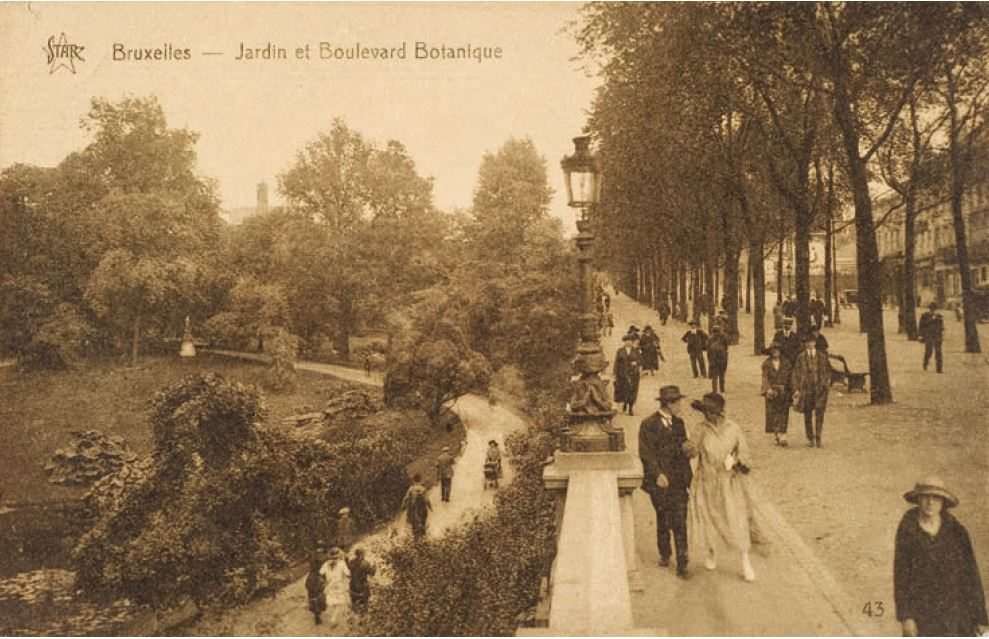
Jardin et boulevard botanique au XIXe siècle.

Au fil des ans, la communauté accueille des membres notoires comme Charles Henri Lagrange, professeur à l'académie royale des sciences et auteur d'ouvrages sur la Bible et la science, ou Jacques de Lalaing, sculpteur et peintre, ou encore, pendant un certain temps, le général Galet, aide-de-camp du roi Albert Ier.
En 1836, la Société évangélique belge est formée. Elle est réorganisée en 1849 en une nouvelle dénomination, l'Église chrétienne missionnaire belge, adhérant aux principes presbytériens et à la Confessio Belgica de 1561. L'Observatoire rejoint la dénomination en 1853.
En 1837, un groupe d'esprit calviniste rompt avec le temple de l'Observatoire (qui est plus orienté vers la théologie méthodiste) pour former l'Église de la rue Belliard. Les deux congrégations sont réunies (1858, 1890) et séparées (1871, 1917) deux fois, avant de finalement se réunir en 1973, au sein de l'Église protestante de Bruxelles-Botanique.
Autour de 1974, est prise la décision difficile de démolir le temple historique de 1837. Le nouveau temple du Botanique est construit au même endroit et inauguré en 1977, dans une architecture moderniste comprenant des bureaux et un temple de conception fonctionnelle, où la communauté paroissiale se réunit depuis. L'orgue Van Peteghem, datant de 1835, est conservé et restauré. 
L'Église protestante de Bruxelles-Botanique fait maintenant partie de l'Église protestante unie de Belgique,, fondée en 1979.